# Kaguya (topo)

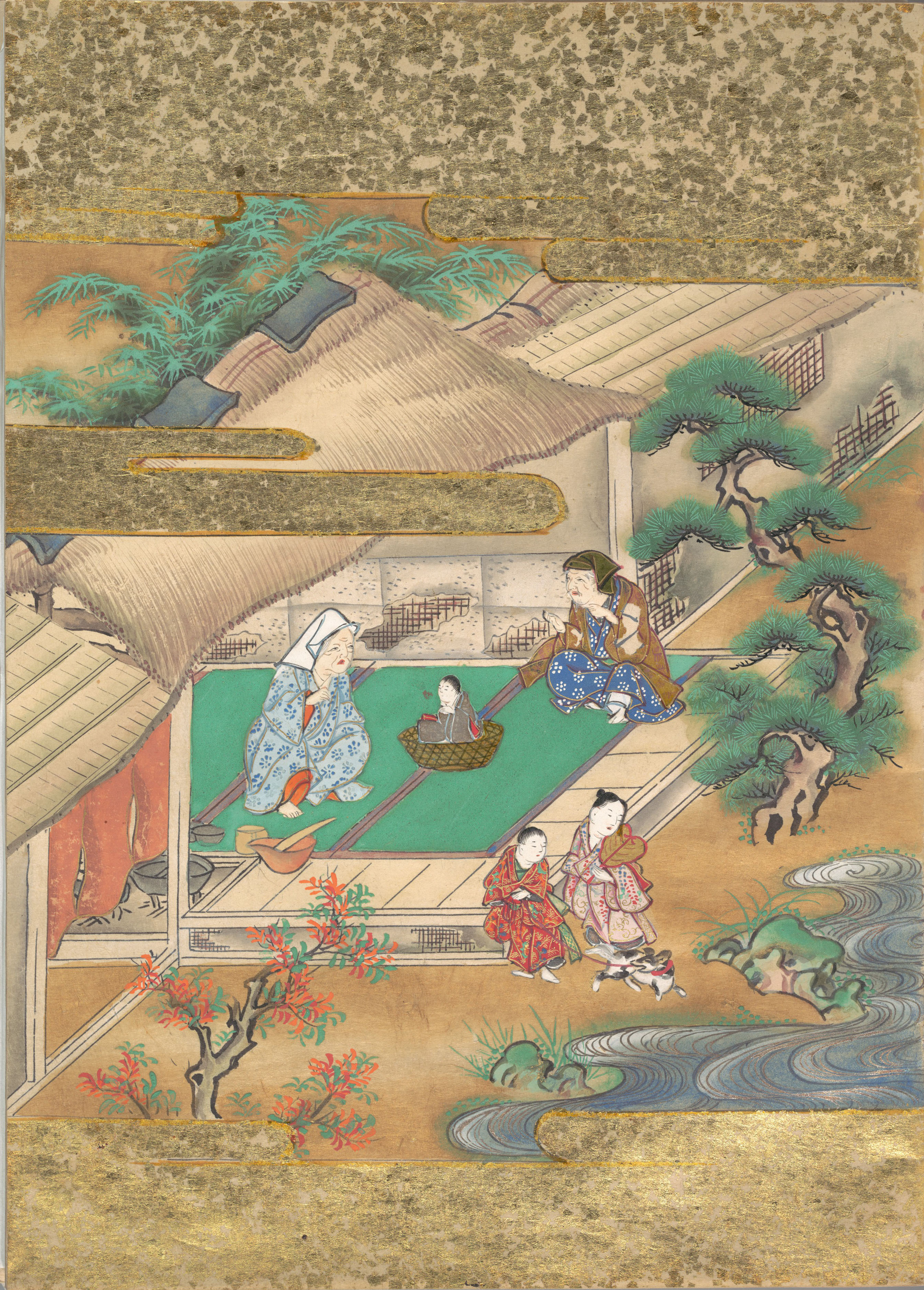
Dipinto giapponese del periodo Edo che raffigura i personaggi del racconto popolare da cui è tratto il nome della topolina. Si possono osservare l'anziano tagliatore di bambù, sua moglie e la principessa Kaguya-hime.

Kaguya (aprile 2004 – giugno 2006) è stato un esemplare femmina di topo e il primo mammifero nato da genitori dello stesso sesso (due femmine). Il suo nome deriva da un antico racconto popolare giapponese che vede protagonista la principessa lunare Kaguya-hime.

## Caratteristiche

### Processo di partenogenesi
Il progetto di ricerca che ha portato alla nascita per partenogenesi della topolina è stato guidato dal dottor Tomohiro Kono presso l'Università di Tokyo usando due cellule uovo estratte da due diversi topi femmina e combinati per formare uno zigote. Per ridurre le problematiche relative alla mancanza di geni con imprinting paterno, i ricercatori giapponesi hanno usato cellule uovo di femmine giovani e hanno indotto l'espressione di IGF-2, normalmente non espresso nelle copie genomiche materne. Per riuscire nell'intento sono state usate ben 457 uova.

### Non un clone
È bene precisare che Kaguya non è un clone, ma un individuo perfettamente unico, nato da due genitori diversi, seppure dello stesso sesso. Per altro Kaguya si è dimostrata perfettamente fertile, dando alla luce figli sani dopo l'accoppiamento con un topo maschio.